# Iudila
Iudila fou un rei visigot, del qual no parla cap font, però del que es coneixen dues monedes (sense data) encunyades en Emerita (Mèrida) i Iliberis (Granada). Està provat (per l'estil) que van ser encunyades entre el 626 i el 642 aproximadament.
Se l'ha pretès identificar amb Geila i fins a amb l'exbisbe arrià Úldila, però la identificació amb qualsevol dels dos (especialment amb el segon) és molt dubtosa. La dificultat consisteix en la data en què cal situar el seu govern.
Iudila va haver de ser un rebel que va prendre el títol real. Com les monedes corresponen a Lusitània i Bètica se suposa que aquest va ser el teatre de les seves operacions. La seva rebel·lió s'esdevindria entre el 626 i el 642.
El IV Concili de Toledo, convocat inicialment per al 632 fou després ajornat (fins al 633) i s'ha suposat que a causa d'una rebel·lió que podria ser la rebel·lió de Iudila, però també les conspiracions de Geila, germà de Suintila.
Altres possibilitats són els anys 626 al 629, i els anys 635 a 636. Darrerament es pensa que la data que compta amb majors possibilitats és la de l'any 642. Davant la situació inestable, els atacs vascons i dels nobles refugiats a França, el regne amenaçava de descompondre's. Un noble enèrgic i militarista anomenat Khindasvint, es va rebel·lar al nord, i va destronar a Tulga o bé va ocupar el seu lloc per una mort oportuna del rei. Tulga representava el poder del clergat, i els seus fidels van poder organitzar amb el suport de bisbes i capellans un contrapoder a Khindasvint, amb seu a Mèrida; la ràpida extensió a la Bètica, sobretot a la part oriental on la noblesa visigoda tenia escassa presència, va haver de ser la conseqüència immediata. El líder de la revolta (que en realitat feia el mateix que Khindasvint) seria Iudila. Cap al 643 Khindasvint aixafaria el moviment, i es coneix de l'època una moneda encunyada a Mèrida amb la inscripció "VICTOR", que significaria una victòria militar.